# Берду
Берду́ (фр. Berdoues) — коммуна во Франции, находится в регионе Юг — Пиренеи. Департамент — Жер. Входит в состав кантона Миранд. Округ коммуны — Миранд.
Код INSEE коммуны — 32045.

## География
Коммуна расположена приблизительно в 620 км к югу от Парижа, в 85 км западнее Тулузы, в 24 км к юго-западу от Оша.
По территории коммуны протекает река Баиз.

## Климат
Климат умеренно-океанический. Лето жаркое и немного дождливое, температура часто превышает 35 °С. Зимой часто бывает отрицательная температура и ночные заморозки. Годовое количество осадков — 700—900 мм.

## Население
Население коммуны на 2010 год составляло 452 человека.
| 1962 | 1968 | 1975 | 1982 | 1990 | 1999 | 2010 |
| ---- | ---- | ---- | ---- | ---- | ---- | ---- |
| 316  | 356  | 356  | 342  | 360  | 356  | 452  |

## Администрация
| Период | Период | Фамилия      | Партия       | Примечания |
| ------ | ------ | ------------ | ------------ | ---------- |
| 2001   | 2020   | Реймон Сенак | Разные левые |            |

## Экономика
В 2010 году среди 271 человека трудоспособного возраста (15-64 лет) 202 были экономически активными, 69 — неактивными (показатель активности — 74,5 %, в 1999 году было 67,4 %). Из 202 активных жителей работали 183 человека (100 мужчин и 83 женщины), безработных было 19 (5 мужчин и 14 женщин). Среди 69 неактивных 19 человек были учениками или студентами, 34 — пенсионерами, 16 были неактивными по другим причинам.

## Достопримечательности
- Цистерцианское аббатство (XII век). Исторический памятник с 1933 года[4]

## Фотогалерея

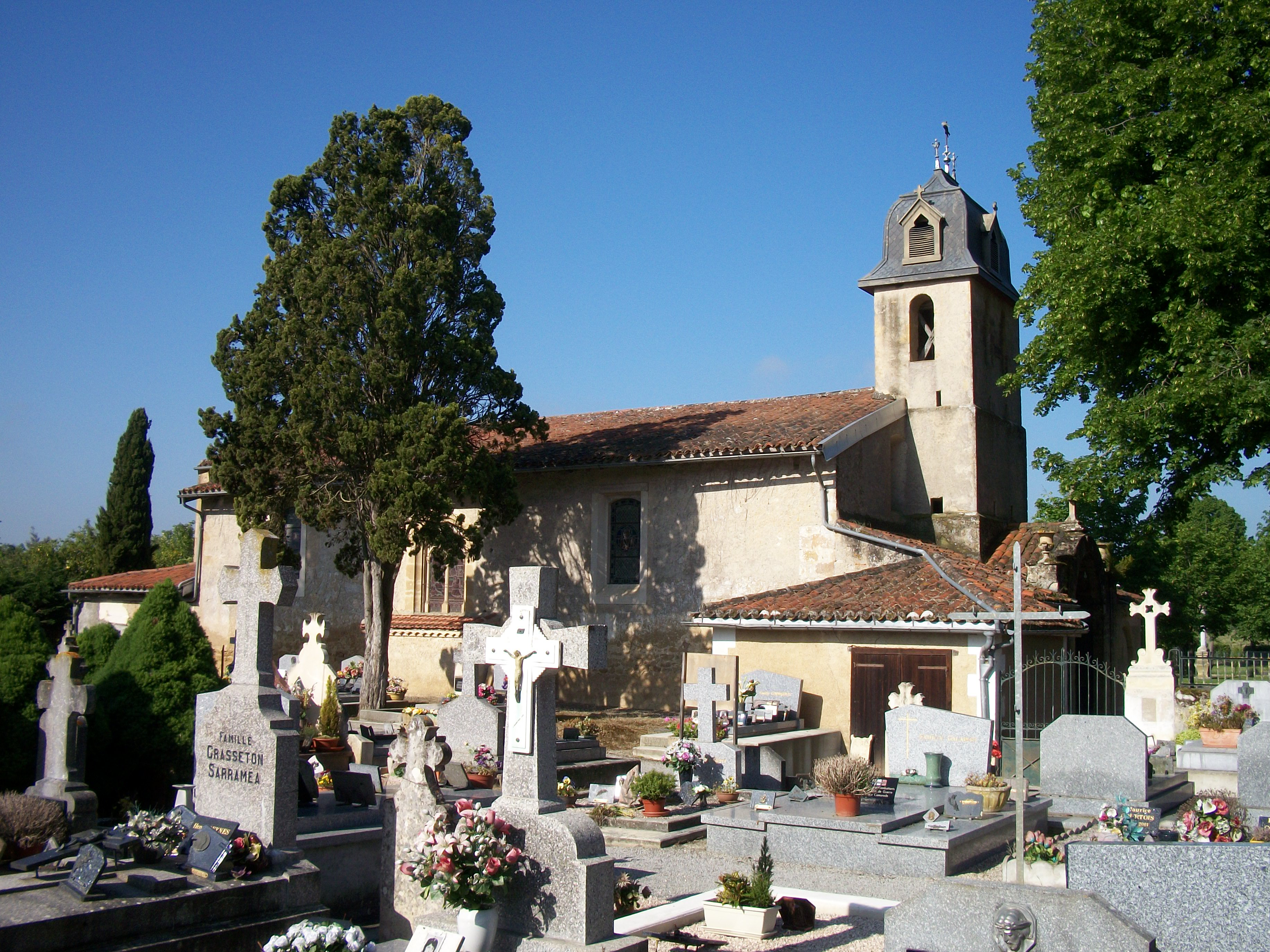
Церковь
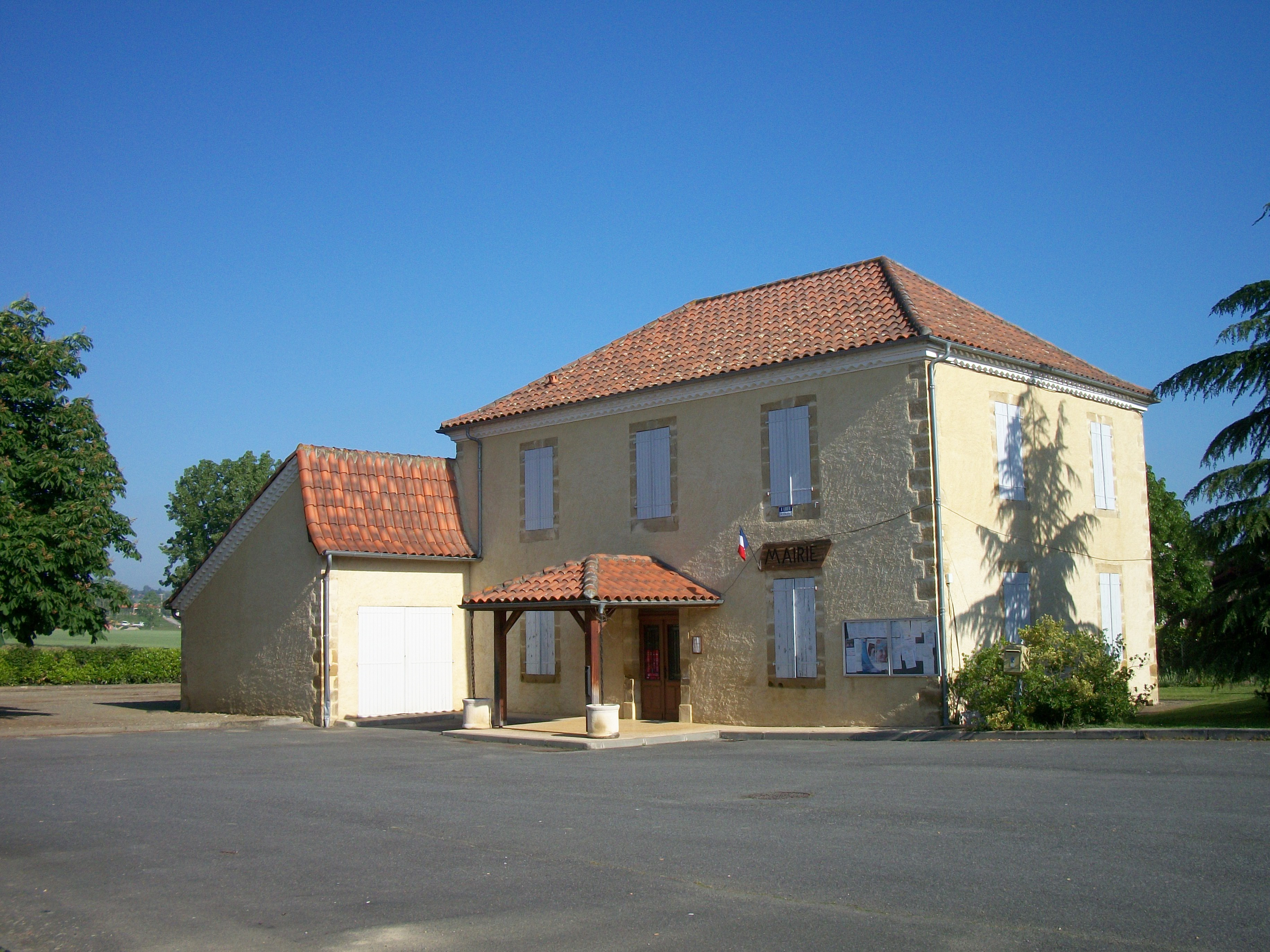
Мэрия
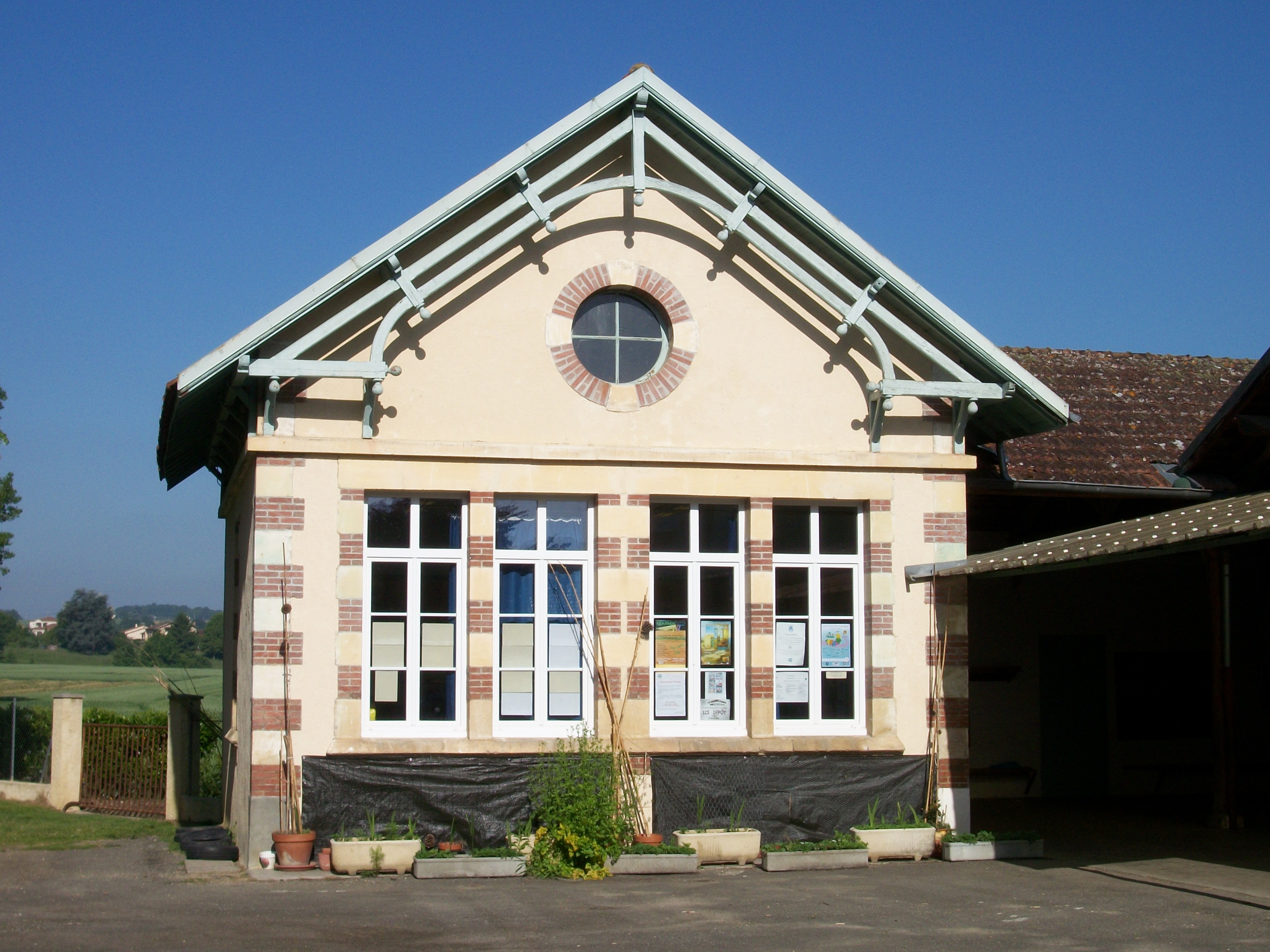
Школа
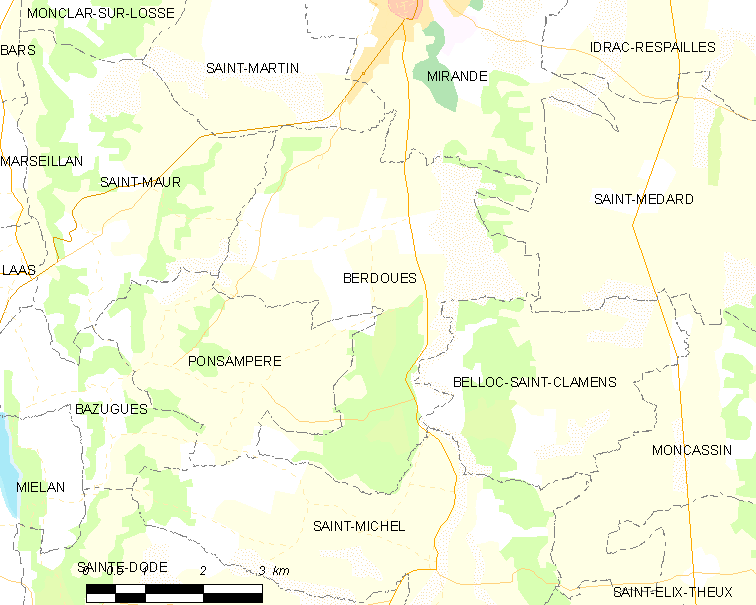
Карта коммуны